# آهن (فیلم ۱۹۹۷)
آهن (به هندی: Loha) فیلمی محصول سال ۱۹۹۷ و به کارگردانی هارمش مالهوترا است. در این فیلم بازیگرانی همچون درمندرا، راوینا تاندون، میتون چاکرابورتی، رامیا کریشنان، شاکتی کاپور، گوویندا، مانیشا کویرالا ایفای نقش کرده‌اند.